# Richard H. Holm
Richard Hadley Holm (24 de septiembre de 1933 - 15 de febrero de 2021) fue un químico inorgánico estadounidense.

## Biografía
Originario de Boston, Massachusetts, Holm se licenció en la Universidad de Massachusetts Amherst en 1955 y se doctoró en el Instituto Tecnológico de Massachusetts en 1959 bajo la dirección de F. Albert Cotton. Como investigador independiente, se incorporó a la facultad de química de la Universidad de Harvard en 1962. Posteriormente formó parte de las facultades de la  Universidad de Wisconsin-Madison, el Instituto de Tecnología de Massachusetts y la Universidad de Stanford antes de regresar a Harvard en 1980. Fue profesor Higgins de Química en Harvard.

## Investigación
La investigación de Holm abarcó aspectos sintéticos, estructurales y de reactividad de la química de los elementos de transición. Se le conoce sobre todo por las preparaciones de los análogos sintéticos de los sitios activos de las proteínas hierro-azufre. Estos descubrimientos fueron significativos en el desarrollo de la química bioinorgánica. Continuó su trabajo en el campo de los clústeres de hierro-azufre hasta el final, examinando los sitios activos de las enzimas nitrogenasa y monóxido de carbono deshidrogenasa. Además, se interesó por la química biomimética de las oxo-transferasas que contienen molibdeno y tungsteno.

## Premios
Sus logros fueron reconocidos con numerosos galardones, entre ellos el Premio de la Academia Nacional de Ciencias Químicas y la Medalla FA Cotton a la Excelencia en Investigación Química de la Sociedad Química Estadounidense en 2005. Fue miembro de la Academia Nacional de Ciencias y de la Academia Estadounidense de Artes y Ciencias. Es el co-receptor del Premio Welch de Química 2016 junto con Stephen J. Lippard .

## Vida personal
Holm conoció a su futura esposa Florence cuando estudiaba en la Universidad de Massachusetts Amherst, donde eran amigos por correspondencia. Se casaron cuando ella se graduó. Le sobreviven su esposa, sus cuatro hijos, Sharon, Eric Richard, Christian y Marg, y cinco nietos.